# Мужчина с кларнетом
«Мужчина с кларнетом» (исп. Hombre con clarinete) — картина испанского/французского художника Пабло Пикассо, написанная в 1911—1912 годах. Картина находится в Музее Тиссен-Борнемиса в Мадриде.

## Описание
Полотно «Мужчина с кларнетом», один из ярких образцов аналитического кубизма, было написано Пабло Пикассо осенью 1911 года после лета, проведённого вместе с Жоржем Браком в городке Сере. 
В этой пирамидальной веерной композиции различить персонажа с музыкальным инструментом удается лишь по основным элементам. Структура выстроена ритмом отдельных прямых и кривых линий, а цвета, наложенные в неоимпрессионистической технике, образуют широкую гамму охряных и серых оттенков, позволяющую автору достичь поразительных тональных контрастов и живописных эффектов. Несмотря на крайнее расщепление формы, подсказывающее скорее абстрактное, чем фигуративное прочтение, Пикассо сохраняет вертикальное расположение фигуры, характерное для традиционного портрета.